# Saint-Pierre-d’Alvey
Saint-Pierre-d’Alvey ist eine französische Gemeinde mit 309 Einwohnern (Stand 1. Januar 2022) im Département Savoie in der Region Auvergne-Rhône-Alpes. Sie gehört zum Kanton Bugey savoyard im Arrondissement Chambéry und ist Mitglied im Gemeindeverband Yenne.

## Geographie

### Lage
Saint-Pierre-d’Alvey liegt auf 599 m, etwa 16 Kilometer nordwestlich der Präfektur Chambéry und 71 Kilometer östlich der Stadt Lyon (Luftlinie). Das Dorf liegt am Westrand des Département Savoie, wenige Kilometer von der Rhône entfernt. Nachbargemeinden von Saint-Pierre-d’Alvey sind Loisieux und La Chapelle-Saint-Martin im Norden, Meyrieux-Trouet und Marcieux im Osten, Gerbaix im Süden sowie Saint-Genix-les-Villages mit Saint-Maurice-de-Rotherens im Westen.

### Topographie
Die Fläche des 7,70 km² großen Gemeindegebiets umfasst einen Abschnitt des südlichen französischen Jura auf einem breiten Geländesockel, der von einer Antiklinalen zwischen dem Lac du Bourget und der Rhone gebildet wird. Die Gemeinde liegt ungefähr in der Mitte zwischen dem bis auf etwa 1500 m aufragenden Höhenzug Mont du Chat im Osten und einer steil zum Rhônetal abfallenden Abbruchkante im Westen. Der hügelige Gemeindeboden wird vom Flüsschen Flon nach Norden hin zur Rhône entwässert. Der Flon und einer seiner Zuflüsse bilden die Gemeindegrenzen im Norden, Osten und Süden. Sie sind bis zu etwa 100 m in das Umland eingetieft und liegen in einiger Distanz zu den Siedlungen, die auf die dazwischen aufragenden Erhebungen konzentriert sind.

### Gemeindegliederung
Zu Saint-Pierre-d’Alvey gehören neben dem eigentlichen Ortskern auch mehrere Weilersiedlungen und Gehöfte, darunter:
- les Reveyrons (530 m) östlich der Gemeinde,
- le Carrel (593 m) im Süden der Gemeinde und selbst von mehreren kleinen Weilern umgeben: les Grandjeans, les Massets und Oncieux.

## Geschichte
Der Ort wurde 1729 erstmals als Saint-Pierre d’Arvey erwähnt.

## Sehenswürdigkeiten
Die Dorfkirche ist aus dem 19. Jahrhundert und ist an der Stelle eines Vorgängerbaus errichtet.

## Bevölkerung
| Jahr                       | 1962 | 1968 | 1975 | 1982 | 1990 | 1999 | 2006 | 2011 |
| Einwohner                  | 189  | 161  | 121  | 121  | 149  | 170  | 249  | 279  |
| Quellen: Cassini und INSEE |      |      |      |      |      |      |      |      |

Mit 309 Einwohnern (Stand 1. Januar 2022) gehört Saint-Pierre-d’Alvey zu den kleinen Gemeinden des Département Savoie. Nachdem die Einwohnerzahl in der ersten Hälfte des 20. Jahrhunderts rückläufig war (im 19. Jahrhundert wurden regelmäßig über 500 Einwohner gezählt), wurde in den letzten Jahren wieder eine leichte Bevölkerungszunahme verzeichnet. Die Ortsbewohner von Saint-Pierre-d’Alvey heißen auf Französisch San-Pierran(e)s.

## Wirtschaft und Infrastruktur
Saint-Pierre-d’Alvey war bis weit ins 20. Jahrhundert hinein ein vorwiegend durch die Landwirtschaft geprägtes Dorf und beherbergt auch heute noch mehr landwirtschaftliche als gewerbliche Kleinbetriebe. Mittlerweile hat sich das Dorf auch zu einer Wohngemeinde entwickelt. Viele Erwerbstätige sind Wegpendler, die in den größeren Ortschaften der Umgebung, vor allem im Raum Aix-les-Bains und Chambéry, ihrer Arbeit nachgehen.
Die Ortschaft liegt abseits jeglicher Durchgangsstraßen und ist über die Departementsstraße D921 erreichbar, die Yenne mit Novalaise verbindet. Anbindungen an die regionale und überregionale Infrastruktur bestehen über den zwischen 20 und 25 km entfernten Großraum Chambéry mit seinem Flughafen, SNCF-Bahnhof und Anschlüssen an die Autobahnen A41 und A43.